# دریاچه کاپکا تاش
دریاچه کاپکا تاش (به لاتین: Kapka Tash Lake) یک دریاچه در قرقیزستان است.